# 紅色清真寺
33°42′46.12″N 73°05′13.33″E / 33.7128111°N 73.0870361°E

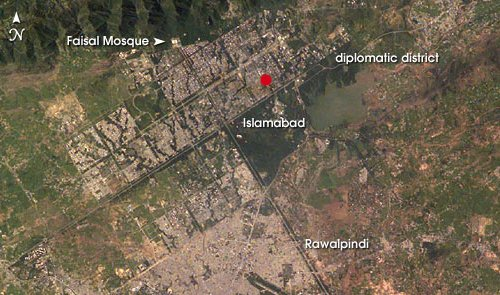
紅點所示為紅色清真寺在伊斯蘭堡的位置

红色清真寺，巴基斯坦穆斯林宗教建筑，位于首都伊斯兰堡，因清真寺外墙为红色而得名，建於1965年。红色清真寺属逊尼派萨拉菲教派，下属有一所男子宗教学校和一所女子宗教学校。

## 相關事件
2007年，红色清真寺欲推動伊斯蘭教法令，進行「反邪惡運動」，與巴基斯坦政府關係緊張。6月23日，红色清真寺成員闖入一家按摩院 綁架了九名人質，包括六名中國女子。後來在保證關閉該場所後釋放了人質。7月3日，巴基斯坦安全部隊與红色清真寺附屬神學院武裝學生對峙，巴基斯坦總統佩尔韦兹·穆沙拉夫及前巴基斯坦總理乔杜里·舒贾特·侯赛因與武裝學生談判。談判失敗後，在7月10日發動攻擊，代號「沉默行動」（Operation Silence），造成包括8名士兵在內的59死29傷；據CNN報導，紅色清真寺教士賈西（Abdul Rashid Ghazi）遭巴基斯坦安全部隊擊斃。7月27日，红色清真寺经过修缮后重新向公众开放，但发生骚乱和抗议活动，巴政府将其无限期关闭。